# Leandro Fortes
Leandro Boavista Fortes (Rio de Janeiro, 18 de março de 1966) é um jornalista, professor e escritor brasileiro.

## Biografia
Formado pela Universidade Federal da Bahia (UFBA), foi repórter, em Salvador, da Tribuna da Bahia, Jornal da Bahia e TV Itapoan. Em Brasília, atuou no Correio Braziliense e nas sucursais de O Estado de S.Paulo, Zero Hora, Jornal do Brasil, O Globo, Época, Rede Globo e CartaCapital.
Na Radiobrás (atual EBC), foi chefe da Agência Brasil e comentarista da A Voz do Brasil, da Rádio Nacional.
É criador do curso de jornalismo virtual do Serviço Nacional de Aprendizagem Comercial (Senac) do Distrito Federal, diretor da Escola Livre de Jornalismo e foi professor do curso de Jornalismo do Instituto de Educação Superior de Brasília (IESB).
É  criador da Agência PT de Notícias e coordenou as redes sociais do Partido dos Trabalhadores (PT), durante a campanha eleitoral de 2014.
Escrevou e apresentou os programas do Diário do Centro do Mundo no Youtube. e é sócio-diretor da agência digital CobraCriada - #InteligênciaEmRede, empresa especializada em criação de sistemas de comunicação via redes sociais.
Atualmente, ao lado de Thalita Gallucci Sotero, apresenta o programa Noite Brasil, no canal Farol Brasil (ex-Jones Manoel).
É autor dos livros:
- "Cayman: o dossiê do medo" (2002, Editora Record)[7]
- "Fragmentos da Grande Guerra" (2004, Editora Record)[8]
- "Beirute - Aromas, Amores e Sabores" (2004, Editora Senac-DF)[9]
- "Jornalismo investigativo" (2005, Editora Contexto)[10]
- "O Bistrô de Alice" (2005, Editora Senac-DF)[11]
- "O Brasil no contexto 1987 - 2007" (co-autor, 2007, Editora Contexto)[12]
- "Políticos ao entardecer" (co-autor, 2007, Editora Cultura)[13]
- "Gula D'África" (2007, Editora Senac-DF)[14]
- "Os segredos das redações" (2008, Editora Contexto)[15]
- “Louco por café” (2009, Editora Senac-DF)[16]

É primo do baixista e compositor baiano Manno Góes.